# Некропол
Некрополът е комплекс от гробове, разположен обикновено извън селища.
Такива съоръжения се появяват през новокаменната епоха, когато в религиозно-митологичната система се поражда идеята за задгробен свят.
Некрополите биват могилни (с насипна могила над гробовете) и плоски (без насип). В зависимост от погребалния обред некрополите са с трупополагане или с трупоизгаряне.